# ひかり模型
ひかり模型（ひかりもけい）はかつて千葉県市川市にあった鉄道模型専門店兼メーカー。1964年に開業。
初代店主は故・比護雅一。鉄道模型社から独立をした模型店の一つである。
2014年頃、二代目店主初代店主の奥様が、亡くなったことにより休業気味となり
現在、鉄道模型趣味（TMS）等の広告ページなども外されているため、完全に休業のよう。